# San Bonifacio
San Bonifacio – miejscowość i gmina we Włoszech, w regionie Wenecja Euganejska, w prowincji Werona.
Według danych na rok 2004 gminę zamieszkiwało 17 371 osób, 526,4 os./km².